# داستان جنگل آبی
بازی "داستان جنگل آبی" به انگلیسی Blue Forest Story: Kaze no Fūin (به ژاپنی: ブルーフォレスト物語 ～風の封印～) یک بازی نقش‌آفرینی ژاپنی است که در سال ۱۹۹۶ توسط شرکت "رایت استاف" برای کنسول‌های پلی‌استیشن و ۳دی‌او در ژاپن تولید و منتشر گردید.
داستان بازی در یک سرزمین خیالی قرون وسطایی می‌گذرد که توسط یک امپراتوری قدرتمند اداره می‌شود.

## داستان
در این بازی بازیباز قادر به انتخاب دو سناریوی مختلف می‌باشد که هر سناریو یک قهرمان مجزا دارد. یک پسر جوان به نام «والریوس» که در یک روستا در آرامش زندگی می‌کند و قهرمان سناریوی دوم یک دختر بنام «راکجیت» که شاهد شکنجه و مرگ مادر خود بوده‌است.
در نهایت هدف هر دو قهرمان در هر سناریو، آزادی دنیای بازی است.

## گیم پلی
همان‌طور که گفته شد این بازی یک نقش‌آفرینی ژاپنی است که استایل گرافیکی آن مانند بقیه آثار نقش آفرینی سنتی ژاپنی به صورت نمای بالا به پایین می‌باشد. بازیباز در هر دو سناریو علاوه بر قهرمان افراد دیگری را به گروه خود اضافه کرده و در دنیای بازی با پیشرفت داستان، از مکان‌های مختلفی بازدید می‌کند.
مبارزات با دشمنان به صورت تصادفی انجام می‌گیرد که هنگام نبرد دوربین بازی نمای ایزومتریک از صحنه مبارزه را ارائه می‌دهد. سیستم مبارزات هم مانند نقش آفرینی‌های سنتی ژاپنی شامل حملات فیزیکی و جادویی است و بازیباز به‌طور اتوماتیک با دریافت تجربه کافی، قدرتمندتر شده و به اصطلاح Level up می‌شود.
گرافیک بازی در بیشتر طول بازی مانند بازی‌های کنسول سوپر نینتندو از اسپرایت استفاده کرده‌است که همین موضوع باعث شده تا در صحنه‌های نبرد جزئیات بیشتری نسبت به بقیه بازی به بیننده نمایش داده شود.